# Before They Make Me Run
«Before They Make Me Run» —en español: «Antes que me echen»— es una canción de la banda de rock inglesa The Rolling Stones, escrita por Mick Jagger y Keith Richards, presentada en su álbum Some Girls de 1978.

## Historia
La canción es una respuesta a su arresto (a Keith Richards) por posesión de heroína en Toronto en febrero de 1977. Las acusaciones criminales y la perspectiva de una sentencia en prisión hicieron sombra sobre las sesiones de grabación de Some Girls y puso en peligro el futuro de los Stones.
En la letra, Richards refleja sin remordimientos su estilo de vida hasta ese momento. La línea "it's another goodbye to another good friend" (es otro adiós a otro buen amigo) en el primer verso se puede interpretar como referente a Gram Parsons, amigo cercano de Richards que murió en 1973 de sobredosis. También hace referencia a la propia heroína: Richards había buscado tratamiento médico para la adicción a la heroína después de su detención en Toronto. Su determinación de superar su adicción sería un factor significativo en su próximo juicio.
Richards grabó la canción en cinco días sin dormir. Originalmente titulada "Rotten Roll", el tema se grabó en los estudios Pathé Marconi de París, en marzo de 1978, durante una de las ausencias de Mick Jagger de las sesiones. La pista completada, "un rock and roll de gran energía", presenta a Richards en la voz principal, guitarra acústica, guitarra eléctrica y bajo; Ron Wood en pedal steel guitar, guitarra slide y coros; Charlie Watts en batería; y Jagger en coros.
Richards tocó la canción por primera vez en un concierto durante la gira norteamericana de The New Barbarians en 1979. No fue hasta el Steel Wheels Tour, en 1989, que fue incluida en el repertorio de los Stones. Junto con «Happy», la canción se ha convertido en la "firma" de Richards en los conciertos, interpretándola en la mayoría de las presentaciones de los Stones desde 1989; también la interpretó durante el X-Pensive Winos' 1992-93 que promueve su álbum Main Offender.
Una actuación en vivo de la canción se incluyó en el DVD de Four Flicks y en la película Sweet Summer Sun: Hyde Park Live.
Steve Earle realizó un cover de la canción en un concierto y la grabó como parte de un sencillo compartido con los Supersuckers. Great Lake Swimmers versionaron la canción en el álbum Paint it Black: An Alt-Country Tribute to the Rolling Stones.

## Personal
Acreditados:
- Keith Richards: voz, guitarra eléctrica.
- Ron Wood: guitarra eléctrica, guitarra acústica, guitarra slide, pedal steel guitar, bajos, coros.
- Charlie Watts: batería.